# مرتب‌سازی شانه‌ای
مرتب‌سازی شانه‌ای (به انگلیسی: Comb sort) یک الگوریتم مرتب‌سازی ساده است که توسط ولادیمیر دوبوسوویچ در سال ۱۹۸۰ طراحی شد. بعدها این الگوریتم در اثر مقاله‌ای که توسط استیفن لیسی و ریچارد باکس در سال ۱۹۹۱ در مجله بایت منتشر شد معروفیت پیدا کرد. مرتب‌سازی شانه‌ای بهینه شده‌ای از مرتب‌سازی حبابی است. ایدهٔ اصلی حذف لاک‌پشت ها، یا مقادیر کوچک نزدیک پایان است، که در مرتب‌سازی حبابی سرعت الگوریتم را به شدت پایین می‌آورند. (خرگوش‌ها مقادیر بزرگ نزدیک ابتدا مشکل حادی در مرتب‌سازی حبابی ایجاد نمی‌کنند).
در مرتب‌سازی حبابی وقتی که هر دو عنصری مقایسه شوند همیشه شکاف ۱ دارند، ایده اصلی مرتب‌سازی شانه‌ای این است که شکاف بیشتر از یک می‌تواند باشد.
شکاف وقتی شروع می‌شود که طول لیست توسط عامل چروک تقسیم می‌شود و لیست طبق آن مقدار برای شکاف مرتب می‌شود. سپس شکاف دوباره تقسیم بر عامل چروک می‌شود؛ و پروسه تا جایی ادامه می‌یابد که شکاف برابر ۱ شود. در این مرحله مرتب‌سازی شانه‌ای با استفاده از شکاف ۱ تا پایان مرتب شدن تمام لیست ادامه می‌دهد. مرحله پایانی مرتب‌سازی شانه‌ای شبیه مرتب‌سازی حبابی است، ولی اینجا بیشتر لاک‌پشت‌ها حل شده‌اند بنابراین بسیار کارآمدتر از مرتب‌سازی حبابی عمل می‌کند.

## عامل چروک
عامل چروک اثر بسیار زیادی بر بازده مرتب‌سازی شانه‌ای دارد. در مقاله اصلی مولفان ۱٫۳ را پس از بررسی لیست‌های تصادفی زیادی پیشنهاد کرده‌اند؛ ولی پس از آن مشخص شد که استفاده از {\displaystyle 1/\left(1-{\frac {1}{e^{\varphi }}}\right)\approx 1.247330950103979} نتیجه بهتری خواهد داد.

## تغییرپذیری‌ها
با استفاده از عامل چروک ۱٫۳ تنها سه راه ممکن برای شکاف‌ها برای اتمام وجود دارد: (۹, ۶, ۴, ۳, ۲, ۱)،(۱۰, ۷, ۵, ۳, ۲, ۱)،(۱۱, ۸, ۶, ۴, ۳, ۲, ۱). آزمایش‌های نشان می‌دهد که بهبودهای عمده می‌تواند حاصل شود اگر شکاف بر ۱۱ تنظیم شود.

## پیاده‌سازی
شبه کد مرتب‌سازی شانه‌ای
```
    gap := input.size 
//initialize gap size
```

```
    
loop until
 gap <= 1 
and
 swaps = 0
        
//update the gap value for a next comb. Below is an example

        gap := int(gap / 1.25)
```

```
        i := 0
        swaps := 0 
//see 
مرتب‌سازی حبابی
 for an explanation
```

```
        
//a single "comb" over the input list

        
loop until
 i + gap >= input.size
 //see 
مرتب‌سازی شل
 for similar idea

            
if
 input[i] > input[i+gap]
                
swap
(input[i], input[i+gap])
                swaps := 1 
// Flag a swap has occurred, so the

                           
// list is not guaranteed sorted

            
end if

            i := i + 1
        
end loop
```

```
    
end loop

end function
```

پیاده‌سازی در ++C
```
template
<
class
 
ForwardIterator
>

void
 
combsort
 
(
 
ForwardIterator
 
first
,
 
ForwardIterator
 
last
 
)

{

    
static
 
const
 
double
 
shrink_factor
 
=
 
1.247330950103979
;

    
typedef
 
typename
 
std
::
iterator_traits
<
ForwardIterator
>::
difference_type
 
difference_type
;

    
difference_type
 
gap
 
=
 
std
::
distance
(
first
,
 
last
);

    
bool
 
swaps
 
=
 
true
;

    
while
 
(
 
(
gap
 
>
 
1
)
 
||
 
(
swaps
 
==
 
true
)
 
){

        
if
 
(
gap
 
>
 
1
)

            
gap
 
=
 
static_cast
<
difference_type
>
(
gap
/
shrink_factor
);

        
swaps
 
=
 
false
;

        
ForwardIterator
 
itLeft
(
first
);

        
ForwardIterator
 
itRight
(
first
);
 
std
::
advance
(
itRight
,
 
gap
);

        

        
for
 
(
 
;
 
itRight
!=
last
;
 
++
itLeft
,
 
++
itRight
 
){

            
if
 
(
 
(
*
itRight
)
 
<
 
(
*
itLeft
)
 
){

                
std
::
iter_swap
(
itLeft
,
 
itRight
);

                
swaps
 
=
 
true
;

            
}

        
}

    
}

}

```

پیاده‌سازی در جاوا
```
public
 
static
 
<
E
 
extends
 
Comparable
<?
 
super
 
E
>>
 
void
 
sort
(
E
[]
 
input
)
 
{

    
int
 
gap
 
=
 
input
.
length
;

    
boolean
 
swapped
 
=
 
true
;

    
while
 
(
gap
 
>
 
1
 
||
 
swapped
)
 
{

        
if
 
(
gap
 
>
 
1
)
 
{

            
gap
 
=
 
(
int
)
 
(
gap
 
/
 
1.3
);

        
}

        
int
 
i
 
=
 
0
;

        
swapped
 
=
 
false
;

        
while
 
(
i
 
+
 
gap
 
<
 
input
.
length
)
 
{

            
if
 
(
input
[
i
]
.
compareTo
(
input
[
i
 
+
 
gap
]
)
 
>
 
0
)
 
{

                
E
 
t
 
=
 
input
[
i
]
;

                
input
[
i
]
 
=
 
input
[
i
 
+
 
gap
]
;

                
input
[
i
 
+
 
gap
]
 
=
 
t
;

                
swapped
 
=
 
true
;

            
}

            
i
++
;

        
}

    
}

}

```

## جُستارهای وابسته
- مرتب‌سازی حبابی، الگوریتمی کندتر که پایهٔ مرتب‌سازی شانه‌ای است.